# Верхний Утем
Верхний Утем — деревня в Игринском районе Удмуртии, входит в состав муниципального образования Новозятцинское сельское поселение.

## География
Располагается на реке Утемке (Бассейн Лозы) в 23 км юго-западнее Игры.

## История
Основано удмуртами в 1841 году выходцами из древних деревень лесов Ижевского и Воткинского заводов. Население занималось пчеловодством.

## Население
| 2010 | 2012 |
| ---- | ---- |
| 3    | ↘2   |

Население в 2007 — 32 человека, в 2011 году составляло 7 человек.

## Инфраструктура
Имеется фельдшерско-акушерский пункт.